# Роторне буріння

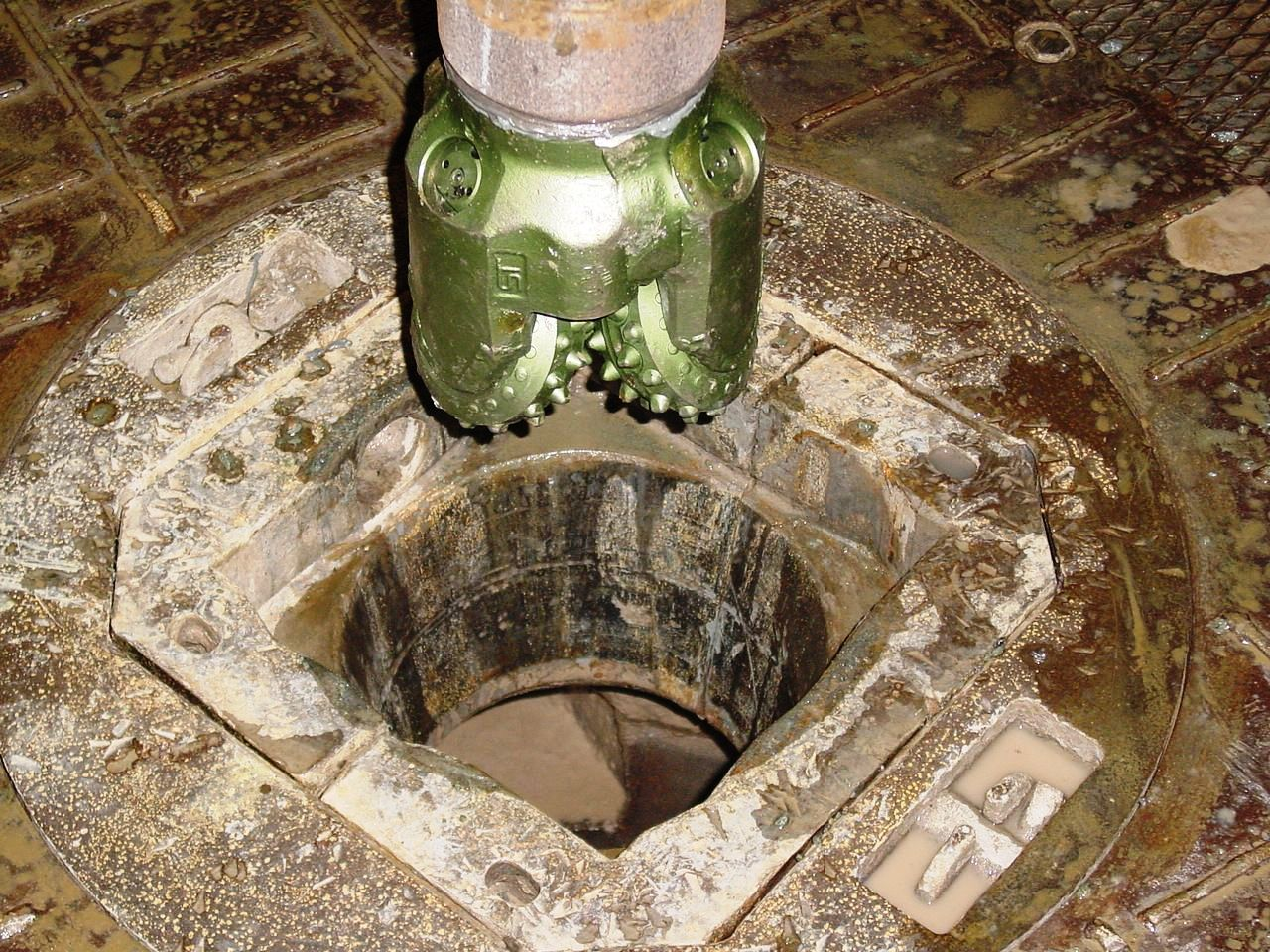

Роторне буріння — різновид обертального буріння, коли породоруйнуючий інструмент (долото), яким здійснюється заглиблення вибою у свердловині циліндричної форми, одержує обертання через колону бурильних труб від ротора бурового устаткування.

## Історія
Вперше роторне буріння було застосоване в США в кінці 80-х рр. XIX ст.

## Загальний опис
Обертальне (роторне) буріння суцільним вибоєм є основним способом, який використовується в практиці, на його частку припадає понад 90 % всього виконуваного обсягу робіт.
Обладнання для роторного буріння включає вежу, бурову установку з приводом, ротор, бурові поршневі насоси, вертлюг (через нього насоси подають промивну рідину в бурильну колону), талеву систему, що складається з кронблока, блока і крюка, на якій в процесі буріння підвішені вертлюг і бурильна колона, систему очистки промивної рідини, що включає вібросита, жолоби і гідроциклони, приймальні і запасні ємності. Крім стаціонарних є пересувні роторні бурові установки, все обладнання яких (крім систем очистки) розміщене на платформі автомашини або причепі, що забезпечує їх маневреність. Пробуривши з поверхні Землі 30-600 м, в стовбур свердловини спускають першу обсадну колону для кріплення верхнього інтервалу. Після спуску колону цементують. Після затвердіння цементу буріння продовжують долотом меншого діаметра, який проходить всередині обсадної колони. У залежності від геологічних умов і складності проходки свердловини стовбур її може обсаджуватися не однією, а декількома обсадними колонами, причому кожна подальша колона меншого діаметра опускається на більшу глибину. Остання обсадна колона в нафтових, газових, а також гідрогеологічних свердловинах називається експлуатаційною. Низ експлуатаційної колони перфорується. Через перфоровані отвори нафта, газ або вода з продуктивного горизонту надходить в експлуатаційну колону. Найглибша свердловина, пробурена методом роторного буріння у 1974 в Оклахомі (США), має глибину 9583 м.
Роторне буріння може бути використане як для вертикальних, так і для похилих свердловин.